# Pierre Curie
Pierre Curie (15. května 1859 Paříž, Francie – 19. dubna 1906 Paříž) byl francouzský fyzik a chemik, manžel Marie Curie-Skłodowské. V roce 1903 obdržel společně s manželkou a Henri Becquerelem Nobelovu cenu za fyziku za výzkum přirozené radioaktivity.

## Biografie
Narodil se 15. května 1859 v Paříži. Jeho otec Eugen Curie byl lékařem a matka Sophie-Claire Depouilly byla dcerou továrníka.
V dětství byl vyučován soukromým učitelem a již v 16 letech složil maturitní zkoušku. V 19 letech získal univerzitní vzdělání ve fyzice. Mohl tedy vyučovat fyziku a chemii. Než v roce 1882 přijal pedagogické místo, pracoval jako asistent ve fyzikální laboratoři.
V roce 1895 získal doktorský titul a byl jmenován profesorem fyziky. V témže roce se oženil s Marií Skłodowskou, dcerou učitele na střední škole ve Varšavě v Polsku. V roce 1900 získal místo profesora na fakultě přírodních věd.
V roce 1903 mu Královská společnost v Londýně udělila Davyho medaili (cenu získal spolu s manželkou) a v roce 1905 se stal členem Francouzské akademie věd.
19. dubna 1906 ráno, když spěchal do své pařížské laboratoře, byl smrtelně zraněn při dopravní nehodě. Při přecházení rue Dauphine jej srazila drožka a na místě nehody zemřel.
Starší dcera Irène si vzala Frédérica Joliot-Curie. Oba získali v roce 1935 Nobelovu cenu za chemii. Mladší dcera Eva se provdala za amerického diplomata H. R. Labouisse. Oba se zajímali o sociální problémy, a H. R. Labouisse jako předseda Dětského fondu OSN UNICEF převzal v roce 1965 Nobelovu cenu míru. Eva Labouisse-Curie je autorkou životopisu své matky (Madame Curie - Gallimard, Paříž, 1938), přeloženého do několika jazyků.
Po manželech Curiových bylo pojmenováno curium, prvek s atomovým číslem 96 a jednotka radioaktivity 1 curie (1 Ci). Ta byla definována jako počet rozpadů za 1 sekundu 1 gramu čistého radia. Dnes je tato jednotka nahrazena jednotkou 1 becquerel (1 Ci = 3,7×1010 Bq).

## Vědecká práce

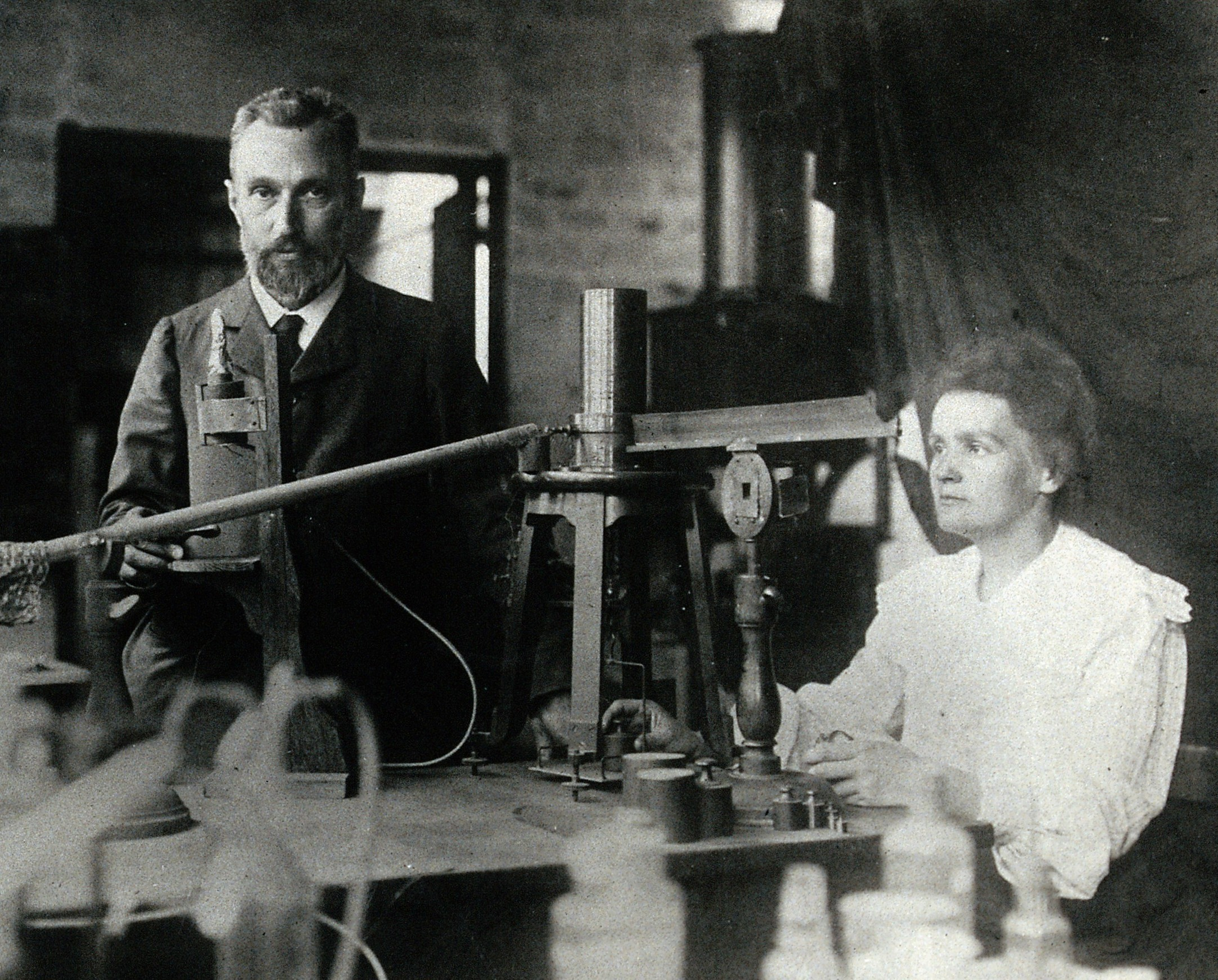
Pierre a Marie Curie ve své laboratoři

Zpočátku se věnoval studiu symetrie krystalů. V roce 1880 objevil se svým bratrem Paulem Jacquesem Curiem piezoelektrický jev. Později obrátil svou pozornosti k magnetismu. Dokázal, že magnetické vlastnosti daného materiálu se mění při určité teplotě – tato teplota se nyní nazývá Curieova teplota.
Výzkum radioaktivních látek prováděl se svou ženou. Svých objevů dosáhli v nepříliš vhodných podmínkách – měli stěží dostačující laboratorní zařízení. V roce 1898 oznámili objev radia a polonia, tyto prvky získali ze smolince. Později se zabývali výzkumem radia a jeho radioaktivního rozpadu. Jejich práce v této době vytvořila základ pro následující výzkum v jaderné fyzice a chemii.

Společně byli v roce 1903 oceněni Nobelovou cenou za fyziku za výzkum radioaktivního záření, které objevil Henri Becquerel, který získal Nobelovy cenu za fyziku společně s nimi.
Pierre Curie zemřel při srážce s nákladním koňským povozem. Jeho žena, Marie Curie-Skłodowská, se po jeho smrti začala oblékat výhradně do černých šatů.